# Discriminação contra ateus
A discriminação contra ateus inclui a perseguição e discriminação sofridas pelos ateus e por aqueles rotulados como ateus no passado e na era atual.
Em democracias constitucionais, a discriminação legal contra os ateus é incomum, mas alguns ateus e grupos ateístas, em particular nos Estados Unidos, protestaram contra leis, regulamentos e instituições que eles vêem como sendo discriminatórias. Em alguns países islâmicos, ateus enfrentam discriminação, incluindo a falta de estatuto jurídico ou até mesmo sentença de morte no caso de apostasia.
Ateus que expressam abertamente a sua opinião passam frequentemente a carregar um estigma social, correndo o risco de serem discriminados, ou, em alguns países, condenados à morte. Alguns adeptos de visões teístas julgam aqueles que não professam qualquer crença em divindades como sendo amorais ou não confiáveis.

## História
O ateísmo sempre foi uma forma de pensamento perseguida, clandestina e discriminada.
Durante a cristianização do Império Romano, o ateísmo foi considerado crime terrível e praticamente deixou de existir na história das ideias europeias. Até o século XIX, devido ao poder político-eclesiástico, o indivíduo que assumisse oposição aos ensinamentos da Igreja seria recriminado pela sociedade e pelo governo com acusações de desonestidade, rebeldia, incredulidade e libertinagem.
O ateísmo já foi considerado crime em muitas sociedades antigas, sendo-o ainda em algumas da actualidade, sendo por vezes punido com a pena de morte. As escrituras de muitas religiões condenam os descrentes.[carece de fontes?] Podemos encontrar um exemplo bíblico na história de Amaleque.[carece de fontes?] Na Europa Medieval, o ateísmo era tido como amoral e muitas vezes criminoso; ateus podiam ser sentenciados à morte na fogueira, especialmente em países onde actuava a Inquisição. Enquanto o Protestantismo sofria discriminação e perseguição pela então dominante Igreja Católica Romana, Calvino também defendia a morte de ateus e hereges na fogueira. O fato é que algumas igrejas, seitas ou grupos perseguiram, e ainda hoje perseguem, aqueles que não compartilham de suas interpretações religiosas, perseguindo ateus e teístas - mesmo aqueles que fazem parte da mesma religião mas que se insiram em grupos, seitas ou igrejas com interpretações religiosas distintas. O papa Bento XVI, durante uma visita a Londres em 2010, fez um discurso que associa ateus e nazistas:
| “ | Enquanto refletimos sobre as advertências do extremismo ateu do século XX, não podemos nunca esquecer como a exclusão de Deus, da religião e da virtude pública, conduz em última análise a uma visão truncada do homem e da sociedade. | ” |

## Era contemporânea

### Mundo ocidental
As teorias modernas da democracia constitucional assumem que os cidadãos são intelectualmente e espiritualmente autônomos e que os governos devem deixar questões como a crença religiosa aos indivíduos e não coagir grupos religiosos usando sanções ou benefícios. As constituições, convenções de direitos humanos e a jurisprudência sobre liberdade religiosa da maioria das democracias constitucionais fornece proteção legal aos ateus e agnósticos. Além disso, a liberdade de expressão e disposições da legislação que separam a Igreja do Estado também servem para proteger os direitos dos ateus. Como resultado, a discriminação legal aberta contra os ateus não é comum na maioria dos países ocidentais. No entanto, ainda existe preconceito contra no mundo ocidental. Um estudo da Universidade da Colúmbia Britânica realizada nos Estados Unidos descobriu que os crentes desconfiam dos ateus tanto quanto desconfiam de estupradores. O estudo também mostrou que os ateus têm perspectivas de emprego mais baixas em relação ao restante das pessoas por conta da discriminação.
Europa
Na maior parte da Europa, os ateus são eleitos para cargos de níveis elevados em muitos governos sem qualquer controvérsia. Algumas organizações ateístas europeias manifestaram-se a respeito de questões como a separação entre Igreja e Estado, as taxas administrativas para deixar a Igreja praticadas na Alemanha e os sermões organizados pelo parlamento sueco. A Irlanda exige uma formação religiosa de faculdades cristãs para trabalhar como professor em escolas financiadas pelo governo. No Reino Unido, um terço das escolas estatais são religiosas; no entanto, não há restrições para que ateus ocupem cargos públicos: o vice-primeiro-ministro, Nick Clegg, é ateu. De acordo com uma pesquisa de 2012, 25% dos turcos que vivem na Alemanha acreditam que os ateus são inferiores aos outros seres humanos. Portugal elegeu dois presidentes, Mário Soares e Jorge Sampaio, que manifestaram abertamente a sua descrença. Na Grécia, pelo contrário, o partido de direita Nova Democracia afirmou que "o povo grego tem o direito de saber se o Sr. Tsipras é ateu", citando a irreligiosidade do seu adversário político como uma razão pela qual ele não devia ser eleito.
Brasil
Uma pesquisa de 2007 encomendada pela CNT/Sensus revela que 84% dos brasileiros votariam em um negro para Presidente da República, 57% em uma mulher, 32% em um homossexual mas apenas 13% votaria em um ateu. Uma pesquisa de agosto de 2010 realizada pelo Núcleo de Opinião Pública da FPA, em uma iniciativa da Fundação Perseu Álamo e SESC, revelou que 66% das mulheres brasileiras jamais votariam em um ateu e 11% dificilmente votaria, enquanto 61% dos homens brasileiros nunca votaria e 13% dificilmente votaria. Uma pesquisa realizada no dia 13 de dezembro de 2012 pelo Datafolha indica que 86% dos brasileiros acreditam que a crença em Deus torna as pessoas melhores, enquanto que apenas 13% acreditam que implicação não é obrigatória.
Em julho de 2010, José Luiz Datena, apresentador do programa Brasil Urgente na emissora brasileira Band, fez associações preconceituosas entre criminalidade e descrença religiosa, acusando os que não acreditam em Deus como responsáveis pela degradação da sociedade. No começo de dezembro o Ministério Público Federal em São Paulo moveu ação em tribunal pedindo uma retratação com duração mínima o dobro do tempo dos comentários.
Estados Unidos
Uma pesquisa feita pelo Instituto Gallup em 1999 comprova que 95% dos estadunidenses votaria em uma mulher para presidente, 92% votaria em um judeu ou negro, 79% em um homossexual mas apenas 49% votaria em um ateu. A revista Newsweek estima uma porcentagem ainda menor: 37%
Desde a Segunda Guerra Mundial, toda formatura militar nos Estados Unidos é acompanhada pelo frequente uso dos dizeres "Não existem ateus em trincheiras". Durante a Guerra Fria, o fato de os inimigos dos EUA serem oficialmente ateus ("Comunistas sem Deus") e o Macartismo somaram-se à visão de que ateus não são confiáveis nem patriotas.[carece de fontes?]
Apesar das atitudes do período de Guerra Fria, os ateus são legalmente protegidos da discriminação nos EUA e são os mais fortes advogados da separação legal entre igreja e Estado. Os tribunais estadunidenses regularmente interpretam o requisito constitucional em relação à separação entre Igreja e Estado como sendo protetor da liberdade dos descrentes, e também proibindo o estabelecimento de qualquer estado religioso. Os ateus muitas vezes resumem a situação legal com a frase: "Liberdade religiosa também significa liberdade da não religião."[carece de fontes?]

### Países islâmicos

Países onde a apostasia é punida com pena de morte (vermelho) e prisão e perda da custódia dos filhos (marrom). Em amarelo estão países onde é proibido converter um muçulmano. Atualmente, isto acontece apenas em países islâmicos.

Países onde, em 2007, a apostasia era punida com a pena de morte de acordo com legislações nacionais (preto) ou regionais (cinza escuro). Atualmente, isto acontece apenas em países islâmicos.

Os ateus, ou aqueles acusados de serem ateístas, podem estar sujeitos a discriminação e perseguição em muitos países islâmicos. De acordo com a União Internacional Ética e Humanista, em comparação com outras nações, os que são "incrédulos ... em países islâmicos enfrentam o mais grave - às vezes brutal - tratamento." Os ateus e outros céticos religiosos podem ser executado em pelo menos treze países: Afeganistão, Irã, Malásia, Maldivas, Mauritânia, Nigéria, Paquistão, Catar, Arábia Saudita, Somália, Sudão, Emirados Árabes Unidos e Iêmen.
De acordo com interpretações populares do islamismo, os muçulmanos não são livres para mudar de religião ou tornarem-se ateus: negar o islã e, assim, tornar-se um apóstata é tradicionalmente punido com a morte para os homens e com a prisão perpétua para as mulheres. A pena de morte por apostasia é observada em vários países islâmicos, como Irã, Egito, Paquistão, Somália, Emirados Árabes Unidos, Catar, Iêmen e Arábia Saudita. Embora uma sentença de morte seja rara, é comum que ateus sejam acusados de blasfêmia ou incitação ao ódio. Os novos regimes da "Primavera Árabe" na Tunísia e no Egito já prenderam vários ateus.
Um apóstata pode ser considerado um muçulmano cujas crenças em dúvida quanto ao divino e/ou ao Alcorão. Tanto fundamentalistas quanto moderados concordam que "blasfêmia não será perdoada", embora discordem sobre a gravidade da punição apropriada. No noroeste da Síria em 2013, durante a Guerra Civil Síria, jiadistas decapitaram e desfiguraram uma escultura de Al-Ma'arri (973-1058 dC), um dos vários intelectuais ateus árabe e persa que viveu e ensinou durante a idade de ouro islâmica.
No Irã, os ateus não têm qualquer estatuto jurídico reconhecido e devem declarar que são muçulmanos, cristãos, judeus ou zoroastristas, para reivindicar alguns direitos legais, como o acesso à universidade ou se tornar um advogado. a Associação Ateísta Iraniana foi criada em 2013 para formar uma plataforma para que ateus iranianos possam iniciar debates e questionar a atitude do regime islâmico atual em relação a ateus, apostasia e direitos humanos. Da mesma forma, a Jordânia requer que seus cidadõas ateus associem-se com uma religião reconhecida para a identificação oficial, enquanto que os ateus na Indonésia são vítimas de discriminação oficial no contexto de registro de nascimentos e casamentos, além da emissão de carteiras de identidade. Em 2012, o ateu indonésio Alexander Aan foi espancado por uma multidão, perdeu o emprego como funcionário público e foi condenado a dois anos e meio de prisão por expressar suas opiniões online.